# Isla de Flores (Guatemala)
Isla de Flores es una isla ubicada en el lago Petén Itzá, pertenece al Departamento de Petén, Guatemala. En esta isla se ubica la ciudad de Flores que forma parte de la cabecera de este departamento, junto a la localidad de Santa Elena de la Cruz. Antiguamente fue conocida por los nativos como "Noj Petén" (también escrito "Noh Petén") que significa "Gran isla". Los conquistadores españoles destruyeron Noj Petén en el siglo XVI, quedando abandonada hasta el siglo XVIII.
Recibió el nombre de Flores en honor de un destacado líder independentista guatemalteco, llamado Cirilo Flores.[cita requerida] La Isla se localiza a 127 metros sobre el nivel del mar, y está conectada por un puente a Santa Elena de la Cruz por una calzada.

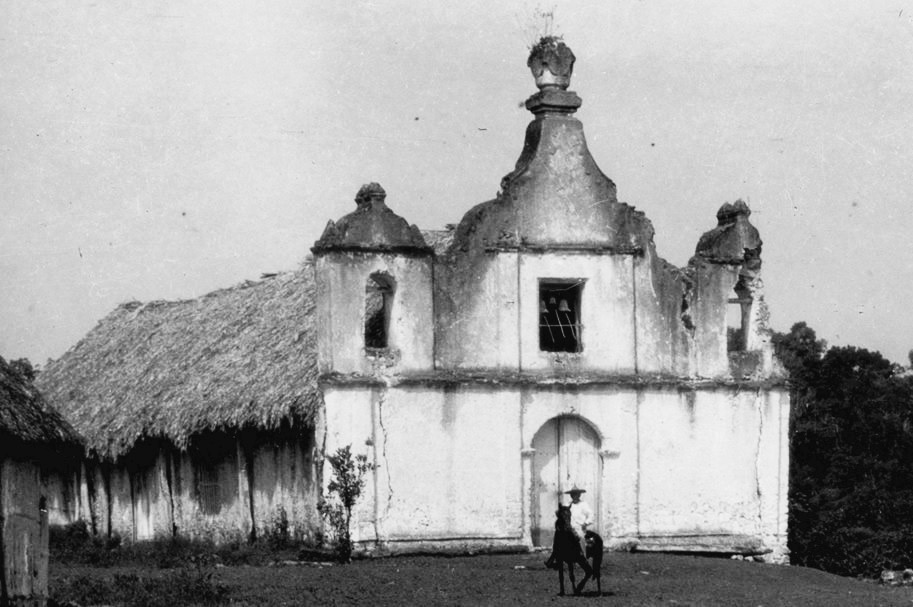
Iglesia de la isla de Flores en 1915.